# Matronalia
Les Matronalia sont une fête célébrée par les femmes mariées, les matrones, le 1er mars (qui était le premier jour de l'année lunaire chez les anciens Romains). Instaurées selon la légende à l'époque de Romulus, elles montrent des pratiques similaires à celles des Saturnales, telles que l'inversion de la hiérarchie sociale et des offrandes de cadeaux, ce qui en fait une fête de nouvel an lunaire. Elles comportent aussi des cérémonies dédiées à Junon Lucine, déesse spécialisée dans le bon déroulement des accouchements.

## Rituels
La fête des Matronalia a lieu chaque 1er mars, que Juvénal et Servius appellent les calendes des femmes. Elle rassemble toutes les femmes mariées, avec ou sans enfants. Seul Ovide mentionne la présence de mères (« matrum me turba frequentat », « la foule des mères me fréquente »), mais il emploie souvent matres pour matronae.
La partie religieuse est connue par quelques citations : Ausone parle de rites pro laude virorum (« pour la louange aux hommes »), Acronius de prières récitées par les maris pro conservatione conjugii (« pour la protection des mariages - ou des épouses ? »). Ovide met en scène des prières à Lucine, énoncées par la femme qui accouche, Horace et Ovide décrivent des offrandes de fleurs fraîches et d'encens.
Le jour des Matronalia, les matrones reçoivent des cadeaux de leurs maris, puis par extension et obligation mondaine à l'époque impériale, des cadeaux offerts par leurs amis. Les maîtresses de maison servent un repas à leurs serviteurs et à leurs servantes. Les auteurs romains ont remarqué le parallèle avec la fête des Saturnales en fin d'année, à laquelle les hommes reçoivent des menus cadeaux et servent le repas à leurs esclaves. Ainsi Suétone rapporte que Vespasien « distribuait des étrennes aux hommes pendant les Saturnales, et aux femmes le jour des calendes de mars ». Plus plaisament, Martial annonce qu'il se souviendra de celle qui l'a négligé pour les Saturnales : « voici venir tes Saturnales des calendes de mars : alors, Galla, je te rendrai ce que tu m'as donné ».
Mais toutes ces données manquent de cohérence, et on ne voit pas ce qui relie une variante féminine des Saturnales aux offrandes et des prières à Lucine, déesse des accouchements.

## Analyses de l'origine desMatronalia
Ovide fait un rapprochement entre Junon et le dieu de la guerre, Mars, car les Matronalia tombaient le premier du mois auquel Mars donne son nom. Ovide rappelle l'enlèvement des Sabines, dont Mars aurait soufflé l'idée à son fils Romulus, qui se termine par la réconciliation entre Sabins et Romains grâce à l'intervention des femmes. Ovide fait conclure Mars : « Voilà pourquoi c'est un devoir, pour les matrones romaines de célébrer au premier jour du mois les Calendes qui me sont consacrées. ». De l'avis de Danielle Porte, Ovide compose son œuvre poétique à partir d'une pure coïncidence de calendrier, il n'y a aucune relation entre Mars et les Matronalia.
Vision plus historique, le 1er mars, date des Matronalia, est aussi l'anniversaire de la consécration du temple de Junon Lucine, sur l'Esquilin, indication fournie de nouveau par Ovide et reprise par Pline l'Ancien qui donne la date de fondation de 375 av. J.-C. puis par Paul Diacre. La plupart des historiens modernes admettent cette association qui fait des Matronalia l'anniversaire du temple de Junon Lucine,, sauf Nicole Boëls-Janssen, qui ne trouve pas d'indices suffisants pour la démontrer. En effet, le nom de la fête Matronalia ne renvoie à aucune divinité comme c'est le cas pour d'autres fêtes, mais uniquement aux matrones. La déesse Lucine ne préside qu'aux accouchements, évoqués par Ovide, et non à des célébrations plus générales de fécondité associées à Junon. Jean Gagé justifie cette présence de Lucine dans une fête des matrones car « la justification du mariage est la fécondité ». Enfin, cette interprétation laisse inexpliqués de nombreux détails des rites, tels que la version féminine des Saturnales et les prières récitées par les maris pour la sauvegarde du mariage. Selon ce qu'expriment Ovide, en les faisant remonter à l'époque des Sabines, et Plutarque qui en attribue l'institution à Romulus, les Matronalia apparaissent plus anciennes que la fondation du temple de Lucine. Ceci permet de considérer que le culte de Lucine et l'inauguration de son temple se sont superposés à une fête archaïque.
Les Matronalia tombent un jour particulier, aux calendes de mars, c'est-à-dire le premier de l'an selon le calendrier romain ancien. Selon Nicole Boëls-Janssen, cette caractéristique établit la correspondance avec les Saturnales. Les Saturnales se calent sur le solstice d'hiver et la bascule d'une année solaire à l'autre s'accompagne d'une inversion de la hiérarchie sociale, les maîtres servent leurs esclaves, les gens se déguisent. Les calendes de mars marquent le nouvel an, commençant à la nouvelle lune, ce passage est aussi marqué par l'inversion de la hiérarchie, les esclaves sont servi par les maîtresses de maison, et certains indices laissent supposer des travestissements d'hommes en femmes — une atellane titrée Kalendae Martiae, titre qui renvoie à la date des Matronalia, met en scène un homme habillé en femme. Dans les deux fêtes, on offre des cadeaux, présages de prospérité pour l'année nouvelle.
Dans la mythologie romaine, le Soleil est un symbole masculin, et la Lune est associée au féminin, et chaque calendrier a sa fête archaïque de nouvel an, Saturnales solaire et masculine et Matronalia lunaire et féminine. Selon Nicole Boëls-Janssen, les prières échangées lors des Matronalia, pro laude virorum dites par les épouses, pro conservatione conjugii prononcées par les maris, renforcent la solidité du couple, les cadeaux offerts et acceptés confirment le statut de matrone. Par la suite, au IVe siècle av. J.-C., s'est ajoutée la fête anniversaire de la fondation du temple de Junon Lucine, déesse des accouchements et déesse lunaire, sans occulter les coutumes de passage au nouvel an.

## Postérité
En 2011, un des reliefs de l'astéroide Vesta a été nommé Matronalia rupes en évocation des fêtes romaines, l'astéroïde (4) Vesta étant lui-même porteur d'un nom romain.